# Opferstein von Plumbohm

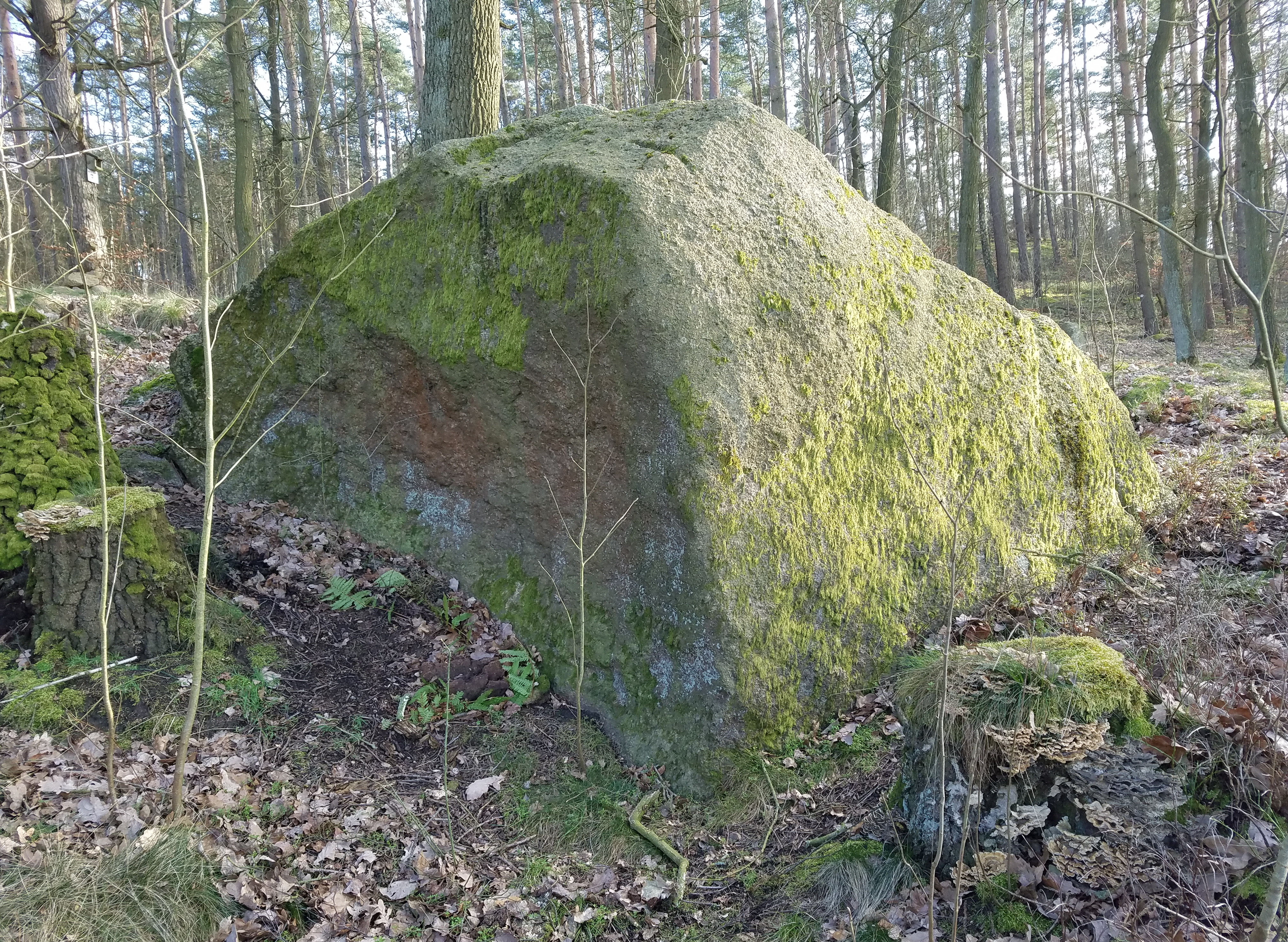
Der Opferstein von Plumbohm

Der Opferstein von Plumbohm ist ein Bodendenkmal und befindet sich am Waldrand, 400 m nördlich des Ortsteils Plumbohm der Gemeinde Göhrde im Landkreis Lüchow-Dannenberg in Niedersachsen. Der Standort liegt 7 km (Luftlinie) südwestlich von Hitzacker im Naturpark Wendland.Elbe. Es handelt sich um einen Findling von 5,0 × 2,2 × 3,0 m, der zum Teil in der Erde steckt.
Ein Teil des Steines ist abgespalten, die Bruchflächen liegen senkrecht. Auf der Oberfläche zeigen tiefe Rillen menschliche Bearbeitungsspuren. Die rechteckigen oder gerundeten Rillen führen auf die Bruchkante zu oder verlaufen über den Rücken des Steines. Wegen der Verwitterung kann nicht entschieden werden, ob es sich bei drei Vertiefungen um Schälchen handelt.
In Deutschland tragen insbesondere Monolithe in Niedersachsen und Westfalen den Namen Opferstein. Eine vorgeschichtliche Bedeutung dieser im Volksmund „Opfersteine“ genannten Steine liegt im Bereich des Möglichen, wird aber wie bei den meisten durch wissenschaftliche Untersuchung nicht belegt.